# 密耳
密耳，又稱英絲或條，是一個長度的单位，代表千分之一英寸，可被寫做mil或thou。
這個單位較常被使用在工程及科學上，如：
- 用來表示像相片、金屬薄片、線、纖維、印刷電路板銅箔的厚度。
- 工業上用來標示尺寸及其容許的誤差。

目前傾向於用國際單位制的長度單位來代替，如毫米。

## 單位換算
1密耳等同於：
- 0.001英寸
- 0.0254毫米或是25.4微米（1毫米相當於39.37密耳）